# الکسیز
الکسیز (به لاتین: Aleksicze) یک منطقهٔ مسکونی در لهستان است که در Gmina Zabłudów واقع شده‌است.

## خصوصیات
الکسیز ۶۰ نفر جمعیت دارد.